# Бегунчик пёстрый
Бегунчик пёстрый (лат. Bembidion varium) — вид жуков-жужелиц из подсемейства трехин. Распространён в Европе, Азии, Марокко, Алжире и Египте. Обитают на берегах пресных и солёных водоёмов среди живой и неживой растительности. Длина тела имаго 4—4,5 мм. Тело зеленовато-чёрное. Основание усиков, ноги и многочисленные пятна на надкрыльях — жёлтые.